# Erannis ebenica
Erannis ebenica là một loài bướm đêm trong họ Geometridae.